# Рупін (Маковський повіт)
Рупін (пол. Rupin) — село в Польщі, у гміні Млинаже Маковського повіту Мазовецького воєводства.
Населення — 106 осіб (2011).
У 1975-1998 роках село належало до Остроленцького воєводства.

## Демографія
Демографічна структура станом на 31 березня 2011 року:
|          | Загалом | Допрацездатний вік | Працездатний вік | Постпрацездатний вік |
| -------- | ------- | ------------------ | ---------------- | -------------------- |
| Чоловіки | 53      | 4                  | 45               | 4                    |
| Жінки    | 53      | 7                  | 29               | 17                   |
| Разом    | 106     | 11                 | 74               | 21                   |